# Folcast
Folcast, pseudonimo di Daniele Folcarelli (Roma, 4 ottobre 1992), è un cantautore italiano.

## Carriera
Nato a Roma, fin da giovane si è appassionato allo studio della musica, studiando dapprima l'uso della chitarra come autodidatta per poi riuscire ad entrare - e a laurearsi - al conservatorio Licinio Refice. Pochi anni dopo la laurea dà il via al suo progetto artistico iniziando a suonare sotto lo pseudonimo di Folcast. I suoi singoli prendono ispirazione dai generi funk, R&B, soul, blues, pop e rock, con dei lievi accenni al rap.
Nel 2017 pubblica il suo primo album Quess. Nel 2020 inizierà poi il lavoro sul suo secondo album, prodotto da Tommaso Colliva. A dicembre dello stesso anno rientra tra i 6 vincitori di Sanremo Giovani e ottiene l’accesso alla 71ª edizione del Festival di Sanremo nella categoria Nuove Proposte con il brano Scopriti. Con il brano si esibisce nella prima serata, ove riesce ad accedere in finale, classificandosi poi terzo. Ad aprile 2021 pubblica il nuovo singolo Senti che musica, che vede la partecipazione di Roy Paci.
Nel febbraio 2022 a distanza di 5 anni dal suo ultimo disco, pubblica il suo secondo album in studio Tempisticamente.
Da ottobre a dicembre 2024 è il frontman della band protagonista dello show mattutino Binario 2 in onda ogni giorno dal lunedì al venerdì su Rai 2.

## Discografia

### Album in studio
- 2017 – Quess
- 2022 – Tempisticamente

### EP
- 2016 – Folcast

### Singoli
- 2016 – Camini
- 2016 – Sai che c'è
- 2017 – Quess
- 2017 – Giovani belli & bravi (GGB)
- 2017 – Rimbalzàk
- 2018 – Narcolessia
- 2019 – Cafu
- 2020 – Scopriti
- 2021 – Senti che musica (feat. Roy Paci)
- 2021 – Come no

#### Come artista ospite
- 2020 – Karkadé (Aku feat. Folcast)
- 2021 – Pur di stare con lei (Federico Baroni feat. Folcast)
- 2023 – VACANZE ROMANE (Laura Di Lenola feat. Folcast, Gorbaciof)